# Achern
Achern (pronunciación en alemán: /ˈaxɐn/ⓘ) es una ciudad alemana ubicada en el oeste del estado federado de Baden-Wurtemberg. Se encuentra a 18 km al suroeste de Baden-Baden. Es la cuarta localidad más poblada en el distrito de Ortenau, después de Offenburg, Lahr y Kehl. 
Esta ciudad está compuesta por varios distritos: Fautenbach, Gamshurst, Großweier, Mösbach, Oberachern, Önsbach, Sasbachried y Wagshurst.

## Geografía

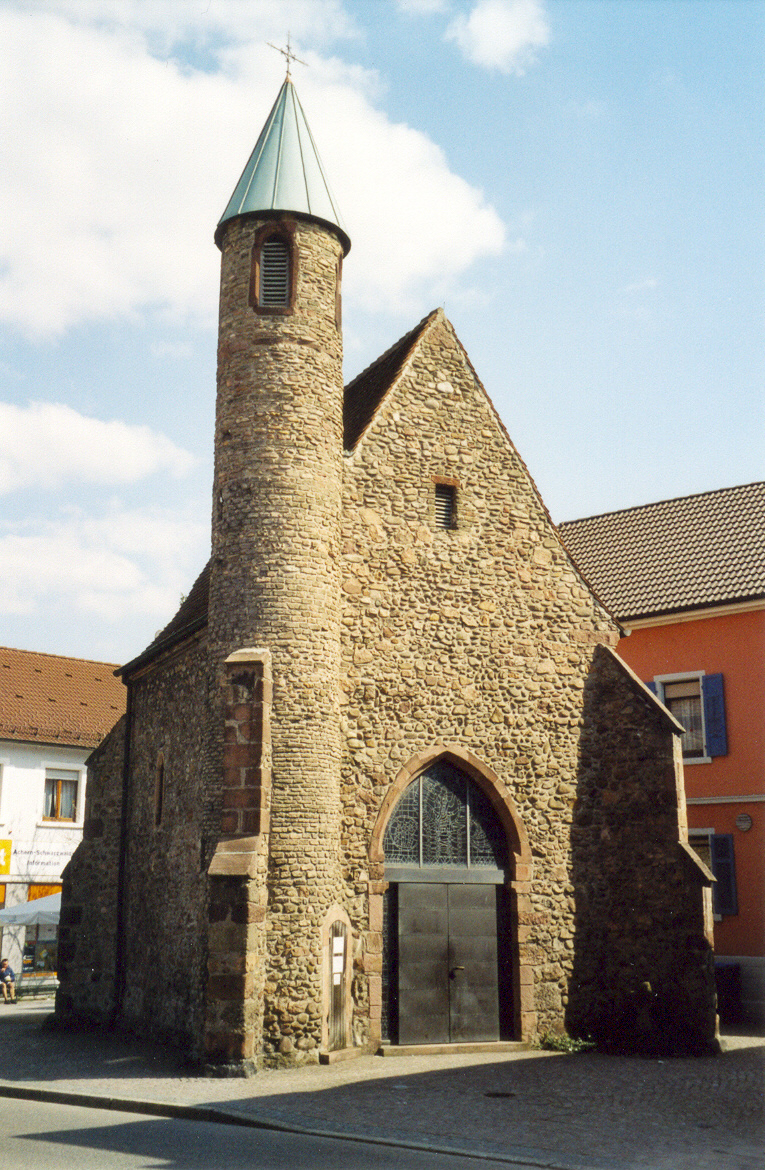
La iglesia de Nicolás (Nikolauskapelle) en el centro de la ciudad.

Se ubica al norte de la Selva Negra, cerca de la elevación del Hornisgrinde (1164 m). 
Está  atravesada en sentido noroeste por el río Acher — afluente del Rin, del cual la localidad toma su nombre—, pasando en por el sureste en Oberachern y el casco histórico (Altstadt).  

## Historia
Achern fue mencionada por primera vez en 1050 como «Acchara». La actual localidad de Achern fue conocida en el siglo XIV como Niederachern. Destruida en dos ocasiones, en 1495 y en 1637, durante la Guerra de los Treinta Años.
A partir de 1805, Achern estuvo bajo la jurisdicción del gran ducado de Baden hasta 1952, cuando esta división administrativa se unió con Wurtemberg para formar el estado actual de Baden-Wurtemberg. En 1808 había obtenido el estatus de ciudad independiente hasta 1924, formando parte del distrito de Bühl; el cual fue disuelto el 1 de enero de 1973 y sustituido por el de Ortenau.